# 글렌 L. 마틴 컴퍼니
글렌 L. 마틴 컴퍼니(Glenn L. Martin Company, 1957년 ~ 1961년 중의 사명: 더 마틴 컴퍼니/The Martin Company)는 항공분야의 선구자 글렌 L. 마틴이 설립하고 1916년부터 1961년 사이 운영했던 미국의 항공기 및 항공우주산업 제조사였다. 더 마틴 컴퍼니는 특히 제2차 세계 대전과 냉전 때 미국과 동맹국들의 방위를 위한 매우 중요한 항공기를 생산했다. 1950년대와 60년대에 마틴 컴퍼니는 항공기 산업에서 유도 미사일, 우주 탐사, 우주 이용 산업으로 방향을 틀었다.
1961년, 마틴 컴퍼니는 아메리칸-마리에타 코퍼레이션과 합병되어 마틴 마리에타 코퍼레이션이 설립되었다. 1995년, 마틴 마리에타는 우주항공산업의 거인 록히드와 합병되어 록히드 마틴이 설립되었다.

## 제품

### 항공기
| 모델명                                | 최초 비행 시기 | 제조 수 |
| ------------------------------------- | -------------- | ------- |
| 마틴 MB-1                             | 1918           | 20      |
| 마틴 NBS-1                            | 1920           | 130     |
| 마틴 MS                               | 1923           | 6       |
| 마틴 N2M                              | 1924           | 1       |
| 마틴 MO                               | 1924           | 36      |
| 마틴 T3M                              | 1926           | 124     |
| 마틴 T4M                              | 1927           | 103     |
| 마틴 BM                               | 1929           | 33      |
| 마틴 XT6M                             | 1930           | 1       |
| 마틴 PM                               | 1930           | 55      |
| 마틴 XP2M                             | 1931           | 1       |
| 마틴 P3M                              | 1931           | 9       |
| 마틴 B-10                             | 1932           | 348     |
| 마틴 M-130                            | 1934           | 3       |
| 마틴 146                              | 1935           | 1       |
| 마틴 M-156                            | 1937           | 1       |
| 마틴 PBM 마리너                       | 1939           | 1,366   |
| 마틴 167 메릴랜드                     | 1939           | 450     |
| 마틴 B-26 Marauder                    | 1940           | 5,288   |
| 마틴 187 볼티모어                     | 1941           | 1,575   |
| 마틴 JRM 마스                         | 1942           | 7       |
| 마틴 B-29 Superfortress               | 1944           | 536     |
| 마틴 AM Mauler                        | 1944           | 151     |
| 마틴 P4M Mercator                     | 1946           | 21      |
| 마틴 2-0-2                            | 1946           | 47      |
| 마틴 XB-48                            | 1947           | 2       |
| 마틴 3-0-3                            | 1947           | 1       |
| 마틴 P5M Marlin                       | 1948           | 285     |
| 마틴 XB-51                            | 1949           | 2       |
| 마틴 4-0-4                            | 1950           | 103     |
| 마틴 B-57 Canberra                    | 1953           | 403     |
| 마틴 P6M 시마스터                     | 1955           | 12      |
| 마틴/General Dynamics RB-57F Canberra | 1963           | 21      |
| 마틴 M2O-1                            |                | 3       |
| 마틴 XO-4                             | N/A            | 0       |
| 마틴 70                               |                | ~2      |
| 마틴 XNBL-2                           | N/A            | 0       |
| 마틴 XLB-4                            | N/A            | 0       |
| 마틴 XB-16                            | N/A            | 0       |
| 마틴 XB-27                            | N/A            | 0       |
| 마틴 XB-33 Super Marauder             | N/A            | 0       |
| 마틴 XB-68                            | N/A            | 0       |
| 마틴 193                              | N/A            | 0       |
| 마틴 P7M 서브마스터                   | N/A            | 0       |